# Dominique Blin
Pour les articles homonymes, voir Blin.
Dominique Blin, né le 20 février 1952 à Rennes et mort le 5 juin 2010 à Montfort-sur-Meu, est un footballeur français. Il effectue l'ensemble de sa carrière dans des clubs de sa Bretagne natale, principalement au Stade rennais et au Stade briochin.

## Biographie
Né à Rennes, Dominique Blin est issu d'une famille de footballeurs, son frère François faisant également de ce sport son métier. Dominique évolue d'abord avec les Cadets de Bretagne à Rennes avant de rejoindre le Stade rennais en 1974. Jeune défenseur qui évolue d'abord sur le côté gauche, il est barré en équipe première par Daniel Périault et Jean-Paul Rabier, et ne dispute que trois matchs de Division 1 pour sa première saison. Après deux saisons où il ne joue guère plus, il augmente légèrement son temps de jeu en 1976-1977, avant de devenir titulaire dans l'axe de la défense la saison suivante, au côté de Jean-Yves Kerjean, continuant cependant de subir la concurrence de Rabier. Le Stade rennais évolue alors en deuxième division et subit de gros problèmes financiers, qui l'oblige à se séparer de ses meilleurs joueurs, laissant ainsi plus de place à leurs anciens remplaçants.
En 1978, Blin quitte le Stade rennais pour le Stade briochin, qui évolue alors en Division 3. Il y reste jusqu'en 1985, accompagnant le club costarmoricain dans sa chute en Division 4 en 1983. Cette période briochine est entrecoupée cependant d'une saison disputée en D2 dans les rangs de l'En Avant de Guingamp en 1980-1981.
Après sa carrière, Dominique Blin devient kinésithérapeute à Chartres-de-Bretagne. Victime d'un accident cardiaque, il reste pendant huit années dans le coma jusqu'à son décès en juin 2010.